# Cupiennius chiapanensis
Espèce
Cupiennius chiapanensis est une espèce d'araignées aranéomorphes de la famille des Trechaleidae.

## Distribution
Cette espèce est endémique du Chiapas au Mexique,.  Elle se rencontre dans la mangrove à Acapetahua.

## Description
Les mâles mesurent de 7,6 à 23,6 mm et les femelles de 21,9 à 27,0 mm.

## Étymologie
Son nom d'espèce, composé de chiapa(n) et du suffixe latin -ensis, « qui vit dans, qui habite », lui a été donné en référence au lieu de sa découverte, le Chiapas.

## Publication originale
- Medina, 2006 : A new species of Cupiennius (Araneae, Ctenidae) coexisting with Cupiennius salei in a Mexican mangrove forest. Journal of Arachnology, vol. 34, p. 135-141 (texte intégral).